# Ernst Julius Remak
Ernst Julius Remak (Berlino, 26 maggio 1849 – Wiesbaden, 24 maggio 1911) è stato un neurologo tedesco.

## Biografia
Figlio del fisiologo Robert Remak e padre del matematico Robert Erich Remak, ha studiato in varie università in tutta la Germania principalmente a Breslavia, Berlino, Strasburgo e  Heidelberg, dove ha studiato con Willhem Heinrich Erb, ottenendo il dottorato in medicina nel 1870.
Prese parte alla Guerra Franco-Prussiana dal 1870 al 1871 per poi esercitare medicina nel dipartimento di malattie neurologiche all'Ospedale della Carità di Berlino dal 1873 al 1875 dove si fece conoscere al pubblico per le sue capacità come medico. Nel 1877 incominciò a lavorare come professore privato di medicina, per poi passare ad esercitare come professore pubblico nel 1893.
Con Edward Flatau ha pubblicato un importante studio sulla nevrite e la neuropatia periferica che, posteriormente, fu selezionato da Carl Hermann Nothnagel per far parte della pubblicazione Handuch der speziellen Pathologie un Therapie.
Ernst Remak è stato lo scopritore del "Riflesso di Remak", un riflesso nervoso plantare delle prime tre dita dei piedi indotto dallo strozzamento del flusso sanguigno della coscia antero-superiore.